# ترنت سالیوان
ترنت سالیوان (به انگلیسی: Trent Sullivan) (زادهٔ ۸ آوریل ۱۹۹۳) یک بازیگر سینما و تلویزیون استرالیایی است.
او نخستین بار در سن شش سالگی در نقش روپرت در فیلم مرا خودم من (۱۹۹۹) ظاهر شد.
سالیوان اخیراً بیشتر به خاطر بازی در ۱۵ قسمت از مجموعهٔ تلویزیونی «H2O:فقط آب بیفزا» (به انگلیسی: H2O: Just Add Water) (۲۰۰۶–۲۰۰۸) شناخته می‌شود.
او در این سریال در نقش الیوت گیلبرت برادر کوچکتر اِما، یکی از شخصیت‌های اصلی ظاهر شده است.

## فیلم‌شناسی
سالیوان علاوه بر بازی در سریال‌ها و فیلم‌های تلویزیونی مختلف در فیلم‌های سینمایی زیر نیز ظاهر شده است:
- ۲۰۰۷: The Condemned
- ۲۰۰۱: Hildegarde
- ۱۹۹۹: Me Myself I